# OSBP (protéine)
Cet article concerne la protéine. Pour l'usine logicielle, voir OSBP.
La protéine de liaison à l'oxystérol 1 (OSBP ou OSBP1, pour oxysterol-binding protein) est une protéine qui, chez l'homme, est codée par le gène OSBP.

## Fonction
La protéine de liaison à l’oxystérol (OSBP) est une protéine intracellulaire qui a été identifiée comme une protéine cytosolique de liaison  au 25-hydroxycholestérol. Il s'agit d'une protéine de transfert lipidique qui contrôle les échanges cholestérol / PI4P au niveau des sites de contact membranaire entre le réticulum endoplasmique et l'appareil de Golgi. Le 25-hydroxycholestérol agit comme un inhibiteur naturel de cet échange. L'OSBP régule la formation des sites de contact membranaires RE-Golgi en établissant un pont entre les membranes de ces deux organites. L'OSBP joue également un rôle de protéine d'échafaudage régulée par un stérol dans plusieurs réactions cytosoliques, notamment la phosphorylation des ERK 1/2.
On a pu montrer que l'expression et la maturation des protéines SREBP-1c sont contrôlées par l'OSBP. SREBP-1c est un facteur de transcription majeur pour la lipogenèse hépatique (biosynthèse des acides gras et des triglycérides). Les niveaux d'expression de l'OSBP chez les souris transgéniques affectent les taux de triglycérides dans le foie et le sérum. On pense que l'OSBP est une molécule d'échafaudage essentielle du complexe protéique qui régule l'état d'activation de la protéine ERK. OSBP agit également comme une protéine d'échafaudage stérol-dépendante pour les protéines JAK2 et STAT3.

## Mécanisme d'action
L'OSBP est une protéine multi-domaines constituée d'un domaine d'homologie à la pleckstrine (en) N-terminal (PH), d'un motif FFAT (en) central (deux résidus de phénylalanine dans une région acide) et d'un domaine de transport des lipides (ORD) C-terminal. Le domaine PH se lie à la membrane du trans-Golgi en mettant en contact le phosphatidylinositol-4-phosphate (PI4P) et la petite protéine Arf1 (en) activée, une protéine G, tandis que le motif FFAT se lie à la protéine VAP-A (en), protéine membranaire de type II du réticulum endoplasmique,. L'OSBP établit un pont entre l'appareil de Golgi et le réticulum endoplasmique à travers toutes ces interactions.
On pense que l'OSBP transporte le cholestérol du réticulum endoplasmique vers l'appareil de Golgi et transporte le PI4P de l'appareil de Golgi vers le réticulum endoplasmique. Le PI4P peut ensuite être hydrolysé par la phosphatidylinositide phosphatase SAC1 (en), enzyme du réticulum endoplasmique. L'OSBP agit ainsi comme régulateur négatif de sa propre liaison au trans-Golgi, qui nécessite l'interaction entre son domaine d'homologie à la pleckstrine et le PI4P. Ce système de rétroaction négative pourrait coordonner le transport du cholestérol depuis le réticulum endoplasmique vers l'appareil de Golgi au niveau du PI4P.

## Régulation
L'OSBP est régulée par phosphorylation via une polycystine, et par l'oxystérol 25-hydroxycholesterol (25-OH), un ligand possédant une forte affinité pour l'OSBP (~30 nM),. Plusieurs protéines impliquées dans l'homéostasie du cholestérol, comme la protéine INSIG-1 (en) ou la stérol O-acyltransférase (ACAT), se lient également au 25-OH. Le 25-OH est un puissant inhibiteur de la biosynthèse du stérol dans les cultures de cellules, et accélère l'estérification du cholestérol. Dans les études cellulaires, on a montré que la protéine OSBP, initialement cytosolique, se déplace vers les sites de contact membranaire RE-Golgi en présence de 25-OH. Ce dernier joue donc un rôle d'inhibiteur du transport du stérol assisté par OSBP in vitro.

## Autres formes
L'OSBP est la protéine type de la famille de protéines de transfert de lipides ORP (en) (OSBP-related protein). Les mammifères ont 16 ORP différentes, alors que le génome de la levure S. cerevisiae possède sept gènes codant des protéines homologues de l'ORP (Osh). Les protéines ORP et Osh contiennent un domaine de transport lipidique appelé ORD (domaine lié à OSBP) englobant la séquence de signature EQVSHHPP. La structure de l'ORD consiste en une poche hydrophobe. Dans la mesure où la séquence EQVSHHPP est indispensable à la liaison du phosphatidylinositol-4-phosphate à l'ORD, mais pas pour la liaison du stérol, il a été suggéré que le transport du PI4P est une fonction commune des protéines Osh / ORP.